# Ligamentum thyrohyoideum laterale

A gége szalagjai

A ligamentum thyrohyoideus lateralis egy apró szalag a nyelvcsont (os hyoideum) hátra felé tartó nyúlványa és a pajzsporc (cartilago thyroidea) felfelé tartó nyúlványa között. Kettő darab van belőle. A ligamentum thyrohyoideum mediale a párja.

## Külső hivatkozás
- Kép
- Interactive Head and Neck